# Adenacarus arabicus
Genre
Espèce
Synonymes
- Eucarus arabicus With, 1904

Adenacarus arabicus est une espèce d'acariens parasitiformes de la famille des Opilioacaridae, la seule du genre Adenacarus.

## Distribution
Cette espèce est endémique du Yémen.

## Publication originale
- With, 1904 : The Notostigmata, a new suborder of Acari. Videnskabelige meddelelser fra den Naturhistoriske Forening i. Kjøbenhavn, vol. 1904, p. 137-192.
- van der Hammen, 1966 : Studies on Opilioacarida (Arachnida). 1. Description of Opilioacarus texanus (Chamberlin & Mulaik) and revised classification of the genera. Zoologische Verhandelingen, n. 86, p. 1-80 (texte intégral).